# Балка Слиницька
Балка Слиницька (рос. Б. Слиницкая; б. Слиницкая) — балка (річка) в Україні у Синельниківському районі Дніпропетровської області. Ліва притока річки Вовчої (басейн Дніпра).

## Опис
Довжина балки приблизно 6,48 км, найкоротша відстань між витоком і гирлом — 4,46 км, коефіцієнт звивистості річки — 1,45. Формується декількома балками та загатами.

## Розташування
Бере початок у селі Зелена Долина. Тече переважно на північний схід і на південній околиці Катеринівки впадає у річку Вовчу, ліву притоку Самари.

## Цікаві факти
- Біля витоку балки на південній стороні у селі Зелена Долина розташований автошлях Н15[3] (автомобільний шлях національного значення на території України, Запоріжжя — Донецьк.).